# Tord Holmgren
Tord Holmgren (født 9. november 1957 i Palohuornas, Sverige) er en svensk tidligere fodboldspiller (midtbane), der mellem 1979 og 1985 spillede 26 kampe og scorede ét mål for Sveriges landshold.
På klubplan spillede han ti år for IFK Göteborg i hjemlandet, og tilbragte efterfølgende to år hos Fredrikstad FK. Hos IFK Göteborg var han med til at vinde fire svenske mesterskaber, tre udgaver af Svenska Cupen samt to UEFA Cup-titler.
Holmgren er bror til en anden svensk tidligere landsholdspiller Tommy Holmgren.

## Titler
Allsvenskan
- 1982, 1983, 1984 og 1987 med IFK Göteborg

Svenska Cupen
- 1979, 1982 og 1983 med IFK Göteborg

UEFA Cuppen
- 1982 og 1987 med IFK Göteborg